# セタン価

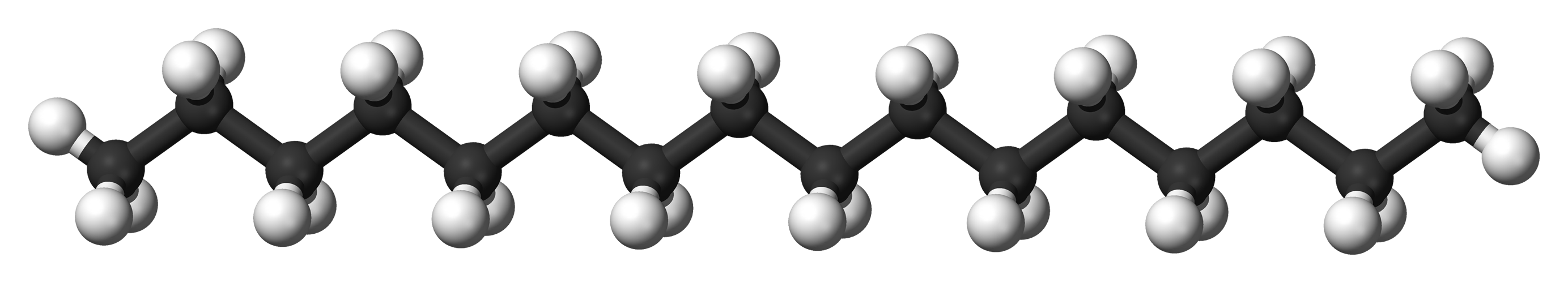
ヘキサデカン（セタン）の構造

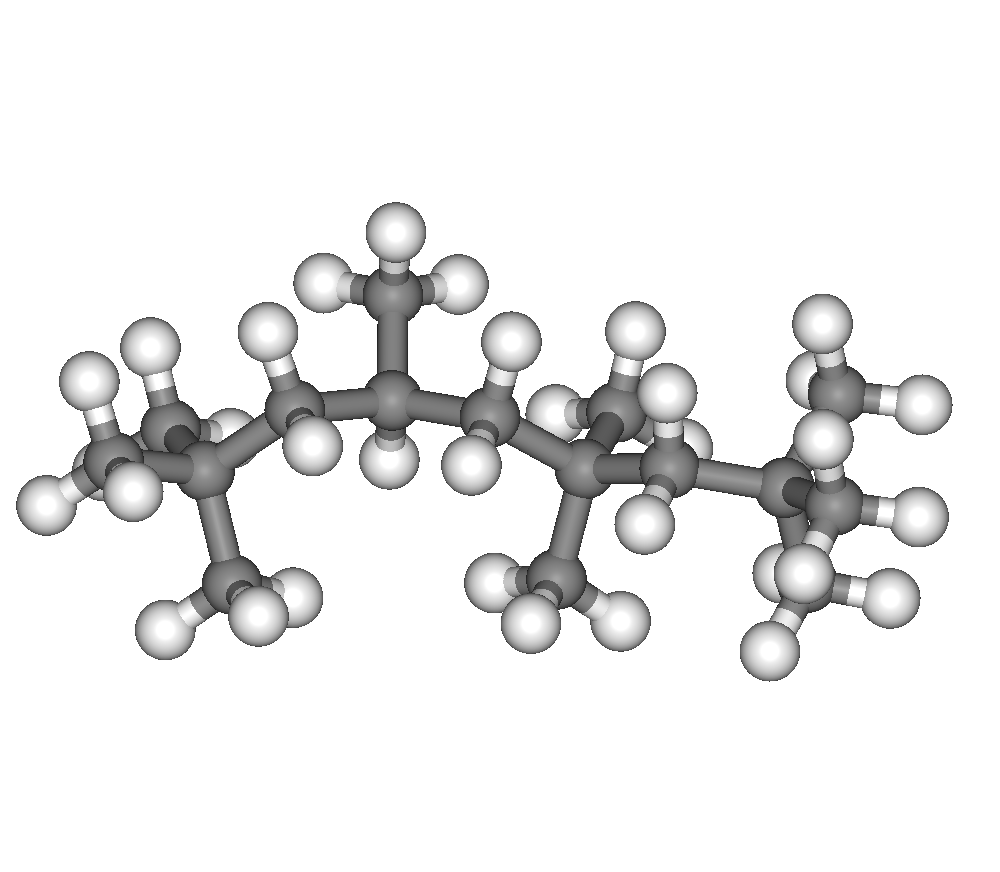
イソセタンの構造

セタン価(Cetane number)とは、軽油のディーゼルエンジン内での自己着火のしやすさ、ディーゼルノックの起こりにくさ(耐ノック性・アンチノック性)を示す数値であり、軽油の着火性を表す。15〜100の値をとり、セタン価が高いほど自己着火しやすく、ディーゼルノックが起こりにくい。ガソリンにおけるオクタン価に相当する数値である。セタン価60はオクタン価0に、セタン価0はオクタン価100に相当する（なお、値の増減が反対なのはディーゼルエンジンのディーゼルノックは燃料が着火しにくいことによって起きるのに対し、ガソリンエンジンのスパークノックは燃料が着火しやすいことによって起こるためである）。
軽油成分中で耐ノック性が比較的高いn-セタン(現在のヘキサデカン、C16H34 のセタン価を100、耐ノック性が低いイソセタン（2,2,4,4,6,8,8-ヘプタメチルノナン、CH3-C(CH3)2-CH2-C(CH3)2-CH2-CH(CH3)-CH2-C(CH3） のセタン価を15とし、試料の軽油と同一の耐ノック性を示すようなセタンとイソセタンとの混合物中に含まれるセタンの割合(容量比)を、その試料のセタン価とする。
一般に自動車用としては50〜55程度である。ニトロ化合物を添加してセタン価を上げた軽油は、｢プレミアム軽油｣と呼ばれている。また、JISの軽油の規格であるセタン指数とほぼ等しい。